# Noregs Mållag
Noregs Mållag ist ein norwegischer Verein mit Hauptsitz in Oslo, der sich für die Förderung von Nynorsk als Schriftsprache und die Verwendung von Dialekt in allen Bereichen der gesprochenen Sprache einsetzt.

## Geschichte
Gegründet wurde der Verein am 4.–5. Februar 1906 in Kristiania (heute Oslo) unter dem Namen Norigs Maallag. Diese Schreibweise wurde bis 1922 beibehalten. Das heutige Nynorsk hieß zu diesem Zeitpunkt noch Landsmaal (Sprache des Landes/des ländlichen Raums). Die Umbenennung in Nynorsk (Neu-Norwegisch) erfolgte 1929 durch einen Beschluss des norwegischen Parlaments, des Storting. Das Hauptanliegen bei der Gründung war, dass eine der Prüfungen zum Examen artium, dem norwegischen Abitur, auf Nynorsk (Landsmaal) verfasst werden möge. Nur einen Tag nach der Gründung nahm die Partei Venstre auf ihrer Landesversammlung, die ebenfalls in Kristiania stattfand, den Vorschlag in ihr Wahlprogramm auf. 1907 wurde ein entsprechendes Gesetz verabschiedet. Bis zur Vereinsgründung fungierte der Verlag Det Norske Samlaget als politische Stimme der Sprachaktivisten. 
Seit den 1910er Jahren entstanden im ganzen Land Lokalorganisationen des Noregs Mållag. Während des Zweiten Weltkrieges wurden viele dieser lokalen Zusammenschlüsse wieder aufgelöst und der Vereinsvorsitzende, Knut Markhus, verhaftet. Nach dem Krieg hatte der Verein vor allem mit dem Umstand zu kämpfen, dass viele norwegische Kommunen Nynorsk als Hauptsprachform ablegten. Sprachpolitisch war der Verein gespalten in der Frage, ob man an der traditionellen Form des Nynorsk festhalten oder sie dem Bokmål annähern solle. Der Streit führte 1962 zum Austritt der für eine traditionelle Schreibweise engagierten Gruppe Vestmannalaget. 
In den 1970er Jahren setzte sich der Verein für die alleinige Verwendung von Nynorsk als Schriftsprache ein. In den letzten Jahren rückte in der Sprachpolitik des Vereins stattdessen vermehrt die Ansicht in den Vordergrund, Nynorsk als Teil der sprachlichen Vielfalt des Landes zu betrachten.

## Organisation
Noregs Mållag gliedert sich auf lokaler Ebene in 17 Provinzgruppen (Fylkeslag) und etwa 170 Ortsgruppen. Einmal im Jahr wird eine landesweite Versammlung abgehalten. Der Verein zählt einschließlich der Jugendorganisation, Norsk Målungdom, 15 046, die Jugendorganisation allein 1 254 Mitglieder (Stand Ende 2022). Vorsitzender ist Peder Lofnes Hauge, Leiterin der Administration Gro Morken Endresen (Stand 2022).